# قطعنامه ۸۵۱ شورای امنیت
قطعنامه ۸۵۱ شورای امنیت سازمان ملل متحد که در تاریخ ۱۵ جولای ۱۹۹۳ تصویب شد، سندی بین‌المللی دربارهٔ وضعیت در آنگولا است. این قطعنامه طی نشست ۳۲۵۴ام با ۱۵ رای موافق، ۰ مخالف و ۰ ممتنع تصویب شد.